# Anne Archer
Anne Archer (Los Angeles (Californië), 24 augustus 1947) is een Amerikaans actrice.
Anne Archer begon in 1970 met haar professionele acteercarrière en in 1972 speelde ze haar eerste filmrol. In 1987 speelde ze misschien wel haar bekendste rol, in de film Fatal Attraction. Ze kreeg hiervoor een nominatie voor een Academy Award. Maar ook in de jaren 1990 en 2000 bleef ze zeer actief in de filmwereld. Daarnaast heeft ze ook diverse theaterrollen gespeeld, waaronder die van Mrs. Robinson in de West End-toneelbewerking van de film The Graduate. Ze is moeder van twee kinderen.

## Filmografie
- Cancel My Reservation (1972)
- Good Guys Wear Black (1978)
- Paradise Alley (1978)
- Raise the Titanic (1980)
- Fatal Attraction (1987)
- Narrow Margin (1990)
- Patriot Games (1992)
- Nails (1992)
- Clear and Present Danger (1994)
- Rules of Engagement (2000)
- The Art of War (2000)
- November (2004)
- Man of the House (2005)
- 2004: A Light Knight's Odyssey (2006)
- Privileged (serie, 2008)

- Bibsys: 99006007
- Biblioteca Nacional de España: XX1296807
- Bibliothèque nationale de France: cb14038545m (data)
- Gemeinsame Normdatei: 173746284
- International Standard Name Identifier: 0000 0001 1468 4106
- Library of Congress Control Number: n99020343
- MusicBrainz: 1695efbd-5cfa-47cc-a31d-431c221b98a1
- Nationale Bibliotheek van Tsjechië: xx0094436
- Nationale Bibliotheek van Israël: 987007461339505171
- Nationale Bibliotheek van Polen: a0000001708690
- Nederlandse Thesaurus van Auteursnamen: 074194208
- SNAC: w6002ptm
- Système universitaire de documentation: 08376044X
- Virtual International Authority File: 17423086
- WorldCat: E39PBJyhgdfRdRddFd7qp9FxjC